# Вариолит

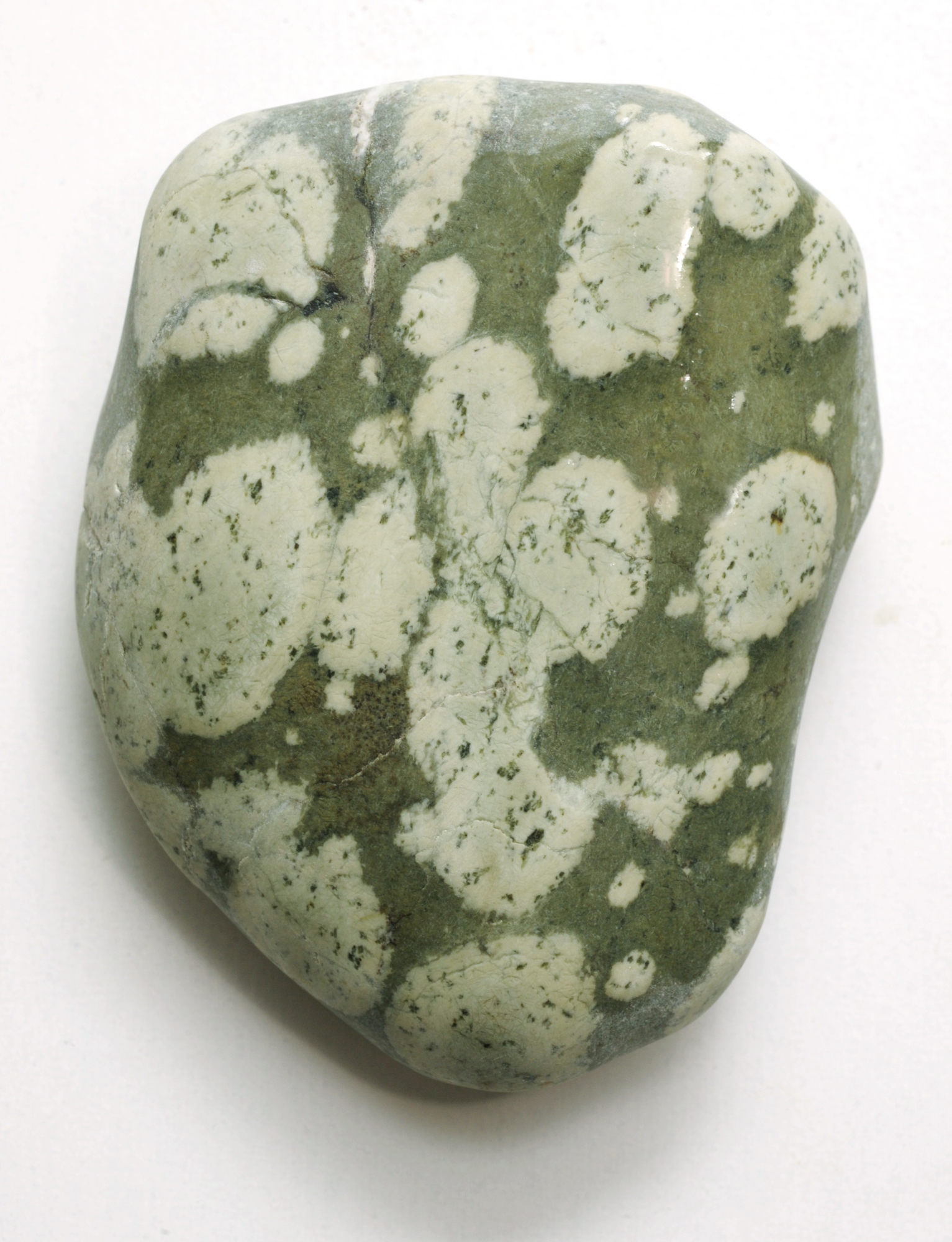
Вариолит с полуострова Олимпия, США

Вариолит — редкая горная порода, сферолитовая разновидность авгитовых порфиритов. Впервые обнаружена среди валунов р. Дюранс в Приморских Альпах Франции, где давно были известны гальки своеобразной темно-зелёной породы, испещрённой серыми или фиолетовыми шариками диаметром 1—5 мм и более.

## Описание

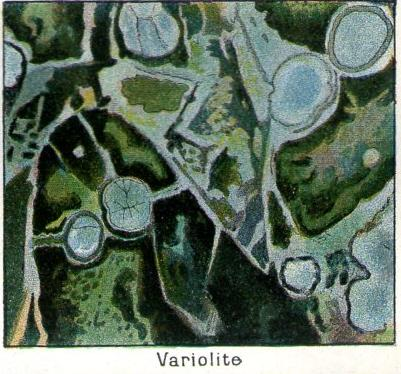
Вариолит из Франции

Эти шарики, в разрезе или изломе породы являющиеся в виде круглых пятен, иногда собираются целыми группами, иногда рассеяны поодиночке. Отличаясь несколько от промежуточной массы горной породы, так назыв. «основной её массы» по химическому составу, большой твёрдостью и менее легко поддаваясь разрушающему действию выветривания, шарики (или «вариоли») на выветрелой поверхности горной породы выдаются в виде оспин; отсюда произошло и само название вариолита, т. е. оспенного камня — от слова variola, оспина. Впоследствии были найдены другие коренные местонахождения этой редкой породы. К ним относятся: Савойя, Фихтельгебирге, Гарц, также Олонецкая губерния в Российской империи (Ялгуба на территории современной республики Карелия) и некоторых других  местах. Изучение микроскопического строения, минералогического и химического состава доказало принадлежность вариолита к группе зеленокаменных пород, что в свою очередь дало возможность признать в вариолите контактное видоизменение диабаза. По новейшим исследованиям эти породы представляют не что иное, как сферолитовые разновидности авгитовых порфиритов, а потому название «вариолит» является чисто структурным термином, подобно слову «сферолит».